# Rathaus (Renfrew)

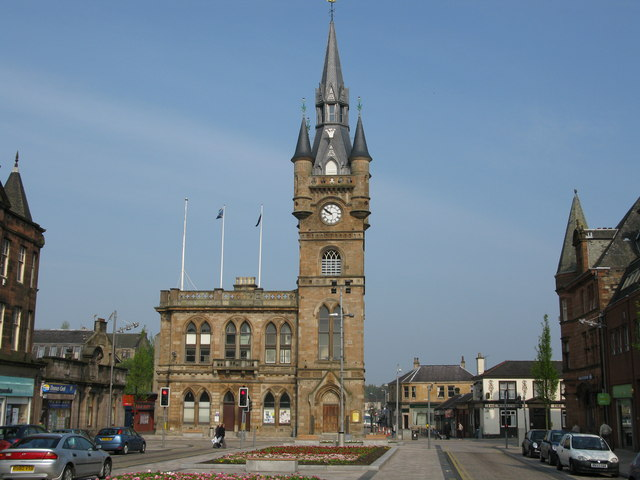
Rathaus von Renfrew

Das Rathaus von Renfrew liegt im Norden der schottischen Stadt Renfrew in der Council Area Renfrewshire. 1994 wurde das Bauwerk in die schottischen Denkmallisten in der höchsten Denkmalkategorie A aufgenommen. Es ersetzt einen kleineren Vorgängerbau aus dem Jahre 1670 der etwas weiter nördlich stand. Am Standort des heutigen Rathauses befanden sich kleinere Nebengebäude.

## Beschreibung
Das Gebäude liegt an der Hairst Street (A741) gegenüber der Einmündung der High Street (A877). Es wurde zwischen 1871 und 1873 erbaut. Mit der Planung wurde der Architekt  James Jamieson Lamb beauftragt, der ein Bauwerk im viktorianischen Stil entwarf, das zahlreiche Motive der Neogotik aufgreift. Nach einem Brand im Jahre 1877 musste das Rathaus saniert werden.
Das Mauerwerk des zweistöckigen Gebäudes besteht aus Bruchstein vom Sandstein und ist mit Quadersteinen verkleidet. An der Nordostkante ragt ein sechsstöckiger, 32 m hoher Turm auf. Im Tympanon oberhalb der zweiflügligen, hölzernen Eingangstüre ist ein schlichtes Blendmaßwerk zu finden; darüber ist das Wappen des Burghs Renfrew abgebildet. Im ersten Obergeschoss befindet sich ein schlankes Zwillingslanzettfenster. Ein Fries läuft zwischen erstem und zweitem sowie zweitem und drittem Obergeschoss um. Im dritten sind allseitig Turmuhren verbaut. Von den Kanten ragen Scharwachttürme mit Kegeldächern auf. Sie sind mit blinden Vierpässen verziert. Der Turm schließt mit einem spitz zulaufenden Helm mit oktogonalem Grundriss und Wetterfahne. In dem Holzaufbau sind Lukarnen verbaut.